# جيمس فينيمور كوبر
جايمس فينيمور كوبر (15 سبتمبر 1789 - 14 سبتمبر 1851) (بالإنجليزية: James Fenimore Cooper)‏ هو كاتب وروائي أمريكي غزير الإنتاج في مرحلة مبكرة من القرن التاسع عشر. رواياته الرومانسية التاريخية عن الحياة الهندية في بداية التاريخ الأمريكي، صنعت شكلاً مميزاً من الأدب الأمريكي. عاش معظم حياته في كوبرزتاون في ولاية نيويورك، التي أُنشئت من قبل والده «ويليام». كان كوبر عضواً في الكنيسة الأسقفية حتى مماته، وفي سنواته الأخيرة شارك بسخاء في ذلك.
درس في جامعة ييل لمدة ثلاث سنوات، حيث كان هناك عضواً في جمعية لينونيان، ولكنه طرد منها بسبب سوء سلوكه. وقبل أن يمتهن كوبر التأليف، خدم في البحرية الأمريكية بمرتبة ضابط، وهذا ما أثر في الكثير من رواياته والكتابات الأخرى.     كوبر مشهور بقصص البحر ورواياته التاريخية عُرفت باسم حكايات ليثرستوكينج. حسب أقوال مؤرخي البحرية الأمريكية، فإن خدمة كوبر في البحرية المبكرة كانت جيدة، ولكنه في بعض الأحيان تعرض للنقد من قبل معاصريه. وتعتبر رواية «آخر رجال الموهيكان» أفضل رواياته، وكثيراً ما تسمى رائعته

## سيرته
ولد جايمس كوبر في برلينجتون في ولاية نيوجيرسي، لويليام وإليزابيث (فينيمور) كوبر، وكان الابن الحادي عشر من اثنا عشر طفلاً مات معظمهم في مرحلة الرضاعة أو في الطفولة. ينحذر نسب جايمس كوبر إلى إنجلترا، عندما هاجرها جده إلى أحد مستعمرات الولايات المتحدة. كوبر عاش السنة الأولى من حياته في ولاية نيوجيرسي، وبعد وقت قصير من عيد ميلاده الأول هاجرت عائلته إلى كوبرزتاون في ولاية نيويورك وهو مجتمع أسسه والده. الذي كان عضواً في الكونغرس الأمريكي. وكان منزلهم يقع على شواطئ بحيرة أوتسيجو.
في سن الثلاثة عشر، كوبر التحق بجامعة ييل. وبعد قيامه بمزحة خطيرة بتفجير باب طالب آخر، فصل كوبر من الجامعة قبل أن يستكمل دراسته. وفي 1806 عندما بلغ سن السابعة عشر عمل كبحار في سفينة تجارية. وفي عام 1811 انضم للبحرية الأمريكية كضابط، بأمر من توماس جيفرسون.
وفي سن العشرين في 1811 ورث كوبر ثروة كبيرة من والده. وفس سن الواحد والعشرين تزوج سوسانا أوجوستا دي لانسي في مامارونيك في ولاية نيويورك، حصل منها على سبعة أطفال خمسة منهم عاشوا إلى سن البلوغ.
عاش كوبر السنوات الأخيرة من حياته في كوبرزتاون، قبل أن يموت من مرض الإستسقاء في عام 1851 عن عمر 61.

## أعماله
- الاحتياط (1820).
- الجاسوس (1821).
- بكاء أمنية (1929).
- ساحرة الماء (1830).
- برافو (1831).
- هايدنمارو (1832).
- الرحلة إلى كاثي (1840).
- الأدميرالان (1842).
- السيرة الذاتية لمنديل الجيب (1843).
- طرق الساعة (1850).[11]

## وصلات خارجية
- جيمس فينيمور كوبر على موقع IMDb (الإنجليزية)
- جيمس فينيمور كوبر على موقع الموسوعة البريطانية (الإنجليزية)
- جيمس فينيمور كوبر على موقع ألو سيني (الفرنسية)
- جيمس فينيمور كوبر على موقع ميوزك برينز (الإنجليزية)
- جيمس فينيمور كوبر على موقع أول موفي (الإنجليزية)
- جيمس فينيمور كوبر على موقع قاعدة بيانات الأفلام السويدية (السويدية)
- جيمس فينيمور كوبر على موقع إن إن دي بي (الإنجليزية)
- جيمس فينيمور كوبر على موقع ديسكوغز (الإنجليزية)
- جيمس فينيمور كوبر على موقع قاعدة بيانات الفيلم (الإنجليزية)
- جيمس فينيمور كوبر على موقع كينوبويسك (الروسية)
- مؤلفات جايمس فينيمور كوبر في مشروع غوتنبرغ.
- مؤلفات جايمس فينيمور كوبر في إنترنت موفي داتابيز.
- inauthor:Fenimore inauthor:Cooper مؤلفات جايمس فينيمور كوبر في جوجل بوكس.
- -contributor:gutenberg AND (subject:"Cooper,%20James%20Fenimore,%201789-1851"%20OR%20creator:"Cooper,%20James%20Fenimore,%201789-1851"%20OR%20creator:James%20Fenimore%20Cooper) مؤلفات جايمس فينيمور كوبر في أرشيف الإنترنت.
- مؤلفات جايمس فينيمور كوبر في الفهرس العالمي.